# Nochebuena
La Nochebuena es la celebración cristiana de la noche en la que según la tradición nació Jesús, la noche del 24 de diciembre, víspera del día de Navidad (25 de diciembre). Aunque las costumbres varían de unos países a otros, es bastante común una reunión familiar para cenar e intercambiarse regalos. Se considera como una fiesta de carácter cultural y familiar, ya que también se reúnen las familias aunque no haya celebración religiosa. Los testigos de Jehová no celebran esta festividad por considerarla de origen pagano. No se debe confundir con la celebración de Hanukkah de la religión judía, que celebra el Milagro de la Luz (regalos, luces y velas) y que coincide aproximadamente en la misma época.

## Celebración en distintos países

### América

#### En los Estados Unidos
La Navidad en los Estados Unidos es una celebración que ya viene enmarcada dentro de la llamada «temporada de fiestas», que comienza el cuarto jueves de noviembre con el Día de Acción de Gracias y termina el 6 de enero. Con el comienzo de la temporada de fiestas, en algunas ciudades grandes como Nueva York se organiza un gran desfile con la figura de Santa Claus: es el indicio de la época de compras navideñas se da por comenzada.
La famosa canción «Jingle Bells», tan sonada en esta época especial del año, fue escrita exclusivamente para el Día de Acción de Gracias, pero con el tiempo se convirtió en uno de los temas navideños más populares y sonados.
Una característica del país del norte es que la decoración navideña está a la orden del día no solo en las casas sino en los sitios públicos. Árboles navideños, guirnaldas y decorados alegóricos inundan las calles, plazas y comercios durante todo diciembre. En este país también los muñecos de nieve se consideran alegóricos a la navidad debido a que es temporada de invierno boreal.

#### En Argentina
En Argentina, la mesa familiar de Nochebuena está compuesta por carnes asadas, vitel toné, piononos, matambres rellenos, sándwiches de miga, ensaladas (mixta, rusa, Waldorf), etc. Durante la sobremesa, se suele servir helado, confites (de chocolate, avellanas, pasas), piononos dulces y frutas secas y abrillantadas. A la medianoche, se realiza un brindis, generalmente con sidra y/o champán. Luego, se disfruta de fuegos artificiales mientras que se colocan regalos debajo del árbol de Navidad.

#### En México
En México se acostumbra presentar pastorelas —obras teatrales en las que se representa el nacimiento de Jesús— a la que a veces se añaden toques cómicos y de actualidad política o social. También, se celebran tradicionales posadas, en las que se muestra la peregrinación de María y José cantando letanías y posteriormente se rompen las piñatas. Esta fiesta se ameniza con ponche, buñuelos, tamales, además de que la cena suele ser platillos típicos o de la región también suelen entregarse aguinaldos. Los aguinaldos son generalmente bolsas con dulces y frutas de temporada, que se reparten durante las Posadas y la Nochebuena.

#### Guatemala
Es costumbre en Guatemala degustar un platillo a la medianoche del 24 y del 31 de diciembre. También los guatemaltecos usan los tamales para celebraciones de días festivos, cumpleaños y bautizos, por lo que el tamal es considerado un platillo importante en la cultura de Guatemala.
El tamal es tan famoso en Guatemala que existe hasta su versión dulce, el cual utiliza la misma masa de maíz, pero se condimenta con un recado dulce hecho a base de chocolate, almendra, ciruela, semillas y chile. El tamal es un platillo tan usual que ya es costumbre que todos los sábados podemos ver venta de ellos en las diferentes tiendas y casas particulares, anunciándose con una luz roja como señal de la venta.

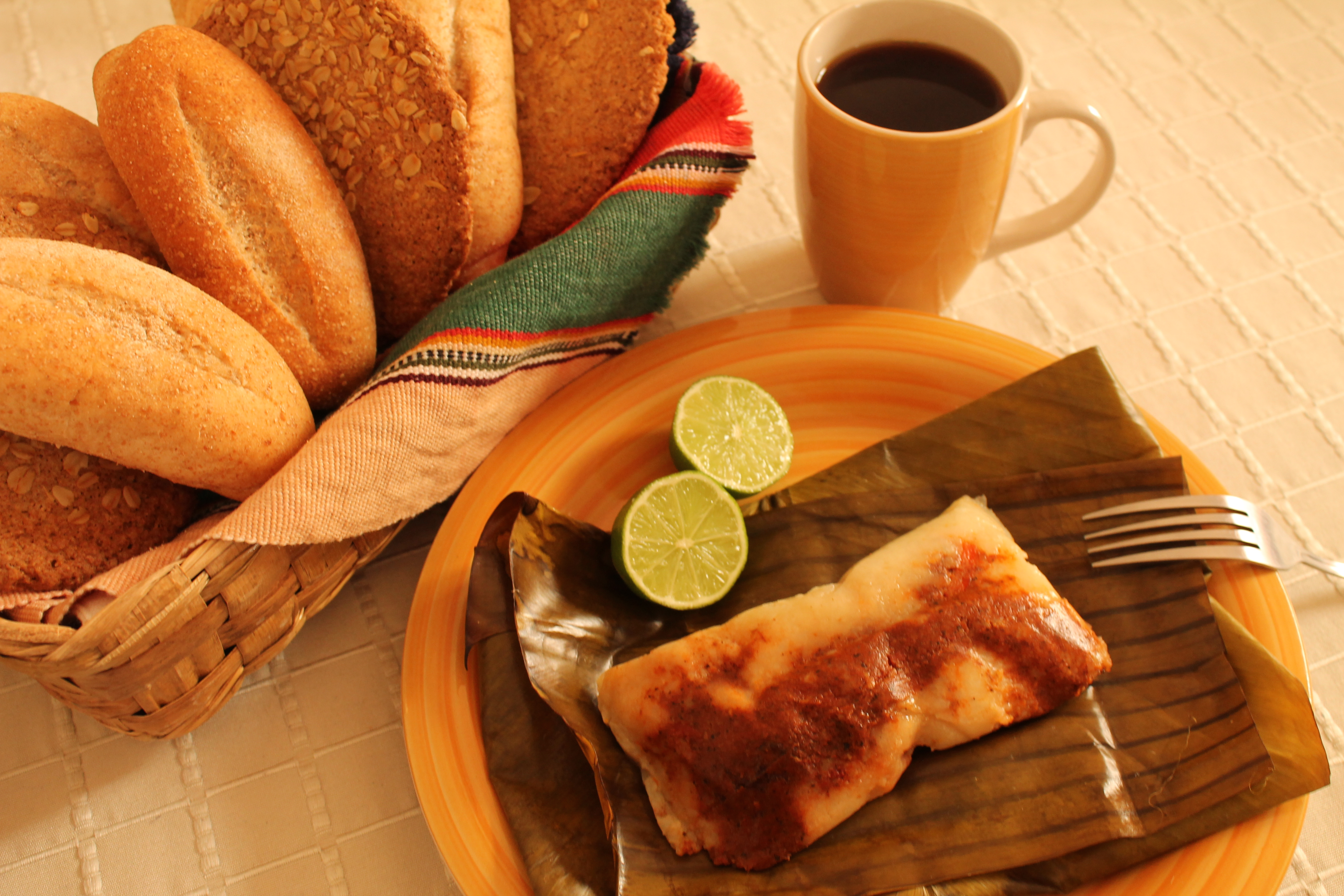
Tamal colorado guatemalteco.

#### En Paraguay
La Navidad en Paraguay es conocida como Niño Ára. Es costumbre colocar el pesebre después del festejo religioso más grande del país que es el 8 de diciembre (día de la virgen de Caacupé). Desde muy tempranas horas, la familia empieza a preparar las comidas para la cena de Nochebuena; lo más tradicional es que se prepare pollo, peceto, sopa paraguaya, chipa guasu (torta de maíz cocido al horno), etc. Durante la celebración los niños explotan petardos esperando el nacimiento del Niñito Jesús.

#### En Puerto Rico
En Puerto Rico las familias y amigos se reúnen para celebrar, cantar parrandas y compartir comidas tradicionales como arroz con gandules, lechón asado y pasteles. Las fiestas a veces siguen hasta la madrugada. En Navidad la gente comúnmente descansa la trasnochada de Nochebuena. A la medianoche los católicos celebran la Misa del Gallo. Las personas van a la iglesia, los niños se visten de pastores y de figuras alegóricas al Nacimiento: la Virgen María, san José, el Niñito Jesús, los Tres Reyes Magos, etc. Es costumbre de dar aguinaldo en Nochebuena a servidores públicos y privados: basureros, carteros, guardias, sirvientes, etc. un regalo o propina o forma de felicitar la Navidad.

#### En la República Dominicana
En la República Dominicana se acostumbra que los hijos viajen a casa de sus padres y abuelos, donde, reunidos, cenan el tradicional pollo horneado y el puerco en puya (cerdo empalado y asado), ensalada rusa y moro de guandules con coco, acompañado con lerenes (lerén), pasteles en hojas y frutas como manzanas, uvas, peras y nueces, además de pastelón de plátano maduro, lasaña y empanadillas; toda la cena se acompaña de vinos, dulces navideños y cerveza. Después de la reunión salen de casa en casa para compartir y juntarse con las viejas amistades compartiendo regalos y villancicos; todo como parte de la Nochebuena. En las casas no falta el árbol de Navidad, mientras que las ciudades y pueblos se adornan con muchas luces y son presentadas obras teatrales. En los parques se recrea el Nacimiento con actores que encarnan a pastores, magos que recorren las calles de los pueblos en busca del niño que ha nacido hasta llegar al pesebre, donde lo encuentran junto a María y José.

#### En Venezuela
En Venezuela se acostumbra a preparar las hallacas para la tradicional cena de Nochebuena, la cual se compone de hallacas, pan de jamón, pavo o pernil de cochino, jamón planchado, ensalada de gallina (ensalada rusa con pechuga de gallina desmenuzada), vino o ponche crema; en sitios públicos se realizan pesebres; la mesa se adorna con quesos variados, avellanas, nueces, turrones, galletas (y golosinas variadas). A la medianoche se coloca o se descubre la figura del niño Jesús en el pesebre simbolizando su nacimiento y los niños suelen desenvolver los regalos al pie del árbol o el pesebre "traídos" por "el Niño Jesús" y/o "Santa Claus" (este último por fenómeno de globalización e influencia de los medios de comunicación como la televisión).

### Asia

#### En Japón
En Japón alrededor del 2% de la población son cristianos, sin embargo la fuerte influencia de la cultura occidental ha llevado a una asimilación de esta celebración. Por tanto son frecuentes los anuncios alusivos -en inglés-, así como la decoración en las tiendas comerciales, las casas, y amplios lugares públicos.
A pesar de ser un país no cristiano, se celebra de una manera espectacular, inclusive sus ciudades a veces figuran entre las que mejor se celebra la Navidad, llegando a récords mundiales como en 2016, con Tokio y Osaka en los puestos 17 y 29, respectivamente.

#### En China
Fuera de la comunidad cristiana de China, que representa alrededor del 5% de la población, sus "celebraciones" no están relacionadas con la religión en absoluto, pero esto no impide que se convierta en un importante evento anual en las principales ciudades de China. Una de las tradiciones chinas más comunes entre los jóvenes es enviar manzanas envueltas en celofán como regalos a sus amigos. Las manzanas también se venden a menudo con mensajes impresos como 'amor', 'paz' y 'Feliz Navidad'. Esto es debido a que ping en la palabra 'manzana' (苹果 píngguǒ /ping-gwor/) suena como la palabra 'paz' en mandarín, que se usa en chino para la víspera de Navidad y el villancico "Noche de Paz" (平安夜 Píng'ān Yè 'Noche pacífica'), por lo que la gente da y come manzanas, particularmente en Nochebuena. Sin embargo, desde el 2018 algunas ciudades chinas han empezado a prohibir o disuadir a sus ciudadanos de las expresiones navideñas en público.
Hong Kong tiene muchas actividades de temporada y tradiciones que ofrecer en la época navideña. Los días 25 y 26 de diciembre son días festivos que hacen que la mayoría de las tiendas estén abiertas para ir de compras. A los lugareños y turistas les encanta ver el árbol de Navidad Swarovski de 30 metros en el centro, así como las exhibiciones de luces navideñas en los edificios del puerto de Victoria. Cada año se celebra una gran fiesta en Hong Kong llamada Winter Fest, que incluye centros comerciales, tiendas, parques temáticos y otras atracciones.

### Europa

#### En España
En España la Nochebuena se suele celebrar con la familia, que se reúne en una cena que puede incluir mariscos, embutidos y jamón y algún alimento que la familia considere especial y al finalizar la comida se suelen comer turrones y las familias más animadas beben y cantan villancicos. Hay costumbres propias de cada región y además esta noche no se celebra en todo el país, por ejemplo no es tradicional en Cataluña, donde en cambio sí se celebra el día siguiente al de Navidad (Sant Esteve).

#### En Reino Unido
En Irlanda y el Reino Unido, la temporada de compras navideñas comienza a partir de mediados de noviembre, más o menos cuando se encienden las luces navideñas de las calles principales. En el Reino Unido en 2010, se esperaba que se gastaran hasta 8000 millones de libras esterlinas en línea en Navidad, aproximadamente una cuarta parte del total de las ventas festivas al por menor. Los minoristas en el Reino Unido llaman a la Navidad el «cuarto de oro», es decir, los tres meses de octubre a diciembre son el trimestre del año en el que la industria minorista espera ganar más dinero. En Irlanda, a principios de diciembre o finales de noviembre de cada año, The Late Late Toy Show se emite en la televisión irlandesa, que presenta todos los juguetes populares durante todo el año que se están demostrando y exhibiendo antes de que comience la temporada navideña y las compras.
Sin embargo, en Reino Unido si se invita a amigos o familiares a cenar durante las fiestas (no el día de Navidad) es muy probable que el menú esté creado a base de party food (sausage rolls, gambas en gabardina, bacon wraps, mini pizzas, etc.), canapés variados en definitiva; de forma que los anfitriones no necesitan pasar tiempo en la cocina y pueden relajarse y disfrutar de la fiesta con sus invitados.
La Nochebuena inglesa, también conocida como Christmas Eve, es el día donde los más pequeños cuelgan sus calcetines (o fundas de almohada) en el árbol, a los pies de la cama o en la chimenea para que Santa Claus o Father Christmas los llene de regalos durante la noche. Esta velada es tradicional para quedar con la familia o amigos, para ultimar las compras de Navidad o preparar los regalos.

#### En Francia
En cada región del país hay diferentes tradiciones para las celebraciones navideñas. Sin embargo en general la mayoría de las costumbres están plenamente arraigadas en todo el país, veamos las principales, seguramente algunas te resultarán familiares. 
Cuando hablamos de las tradiciones navideñas en Francia, necesariamente debemos empezar por los niños, sin duda que son quienes más disfrutan de esta época especial del año. Es típico que en las casas los niños dejen un zapato colgado en la chimenea para que Père Noël (Santa o Papa Noel) coloque en ellos obsequios o golosinas. 
La Navidad es un tema especial para los franceses, tanto que tienen una ley que fue decretada en 1962, que expresa que todas las cartas escritas por los niños para Santa Claus deben ser respondidas con una postal para cada uno. 
La decoración navideña en las casas, calles, comercios y oficinas consiste en llenar de luces y el sapin de Nöel, un típico arbolito que data del siglo XV que no puede faltar, decorado con manzanas, flores de papel y cintas. Los vitrinas de las tiendas ofrecen sus mejores galas y los franceses emprenden las visitas a los grandes almacenes para adquirir los regalos y productos típicos. 
Muchas iglesias e instituciones realizan pesebres vivientes, y se mantiene la tradición de colgar ramos de muérdago en las arcadas y marcos de las puertas para traer buena suerte. 
La gastronomía es por excelencia todo un festín en la Nochebuena y la Navidad francesas se caracterizan por ser celebraciones familiares, en las que se comparte mesa para intercambiar buenos deseos y degustar platos como el foie gras de pato o de oca, el boudin blanc que es una especie de morcilla de color blanco, el pavo asado; la bûche de Noël o Tronco de Navidad, un pastel en forma de leño recubierto de chocolate y relleno de trufa o crema, los bombones y el champán.
Los postres son otros protagonistas en la mesa, que no pueden faltar, algunos de los más tradicionales son:
- Le pain calendal (en el sur de Francia) o Budín de Navidad: habitualmente se le brinda a los más necesitados.
- La bûche de Noël (el tronco de Yule): es un pastel con forma de pionono o tronco que se prepara con chocolate y nueces, y simboliza el tronco quemado desde Nochebuena hasta Año nuevo como ofrecimiento del nuevo comienzo.
- La Galette des Rois (Rosón de Reyes): se sirve el Día de Reyes, es un pastel redondo que es servido por un niño que se esconde bajo la mesa, a quien llaman le petit roi o l’enfant soleil. Si en la porción que te ha tocado encuentras la sorpresa escondida te convertirás en el rey de la celebración.

#### En Rusia
El protagonista de la fiesta es Papá Noel, que en Rusia se llama Ded Moroz (Abuelo del Frío), y viene acompañado de su nieta Snegúrochka (la Doncella de las Nieves). Desde hace algo más de 10 años, ambos habitan oficialmente a unos 950 kilómetros al norte de Moscú, en Veliki Ustiug. Por motivos que nadie alcanza a comprender, el exalcalde de Moscú Yuri Luzhkov proclamó esta localidad de 30.000 habitantes residencia oficial del Abuelo del Frío. Allí, en Nochevieja, el anciano engancha los caballos y se apresura a repartir los regalos. 
La palabra original rusa koliadki da nombre a un tipo de canción eslava que consiste en felicitaciones cómicas que se cantan durante la Nochebuena. Antiguamente, en la Rusia precristiana, esa tradición se vinculaba con la fiesta pagana Koliada, que se celebraba el 21 de diciembre. Como en muchos países cristianos, la tradición de celebrar el solsticio de invierno fue sustituida por las fiestas navideñas. A pesar de que estamos en el siglo XXI, en algunos barrios de Moscú en vísperas de la Navidad se puede encontrar a gente vestida con trajes eslavos que alaban a Dios en sus canciones, las koliadki.
En el centro de la capital desde hace unos años se viene celebrando una feria navideña benéfica, donde se venden dulces, juguetes de madera y barro y fotografías y películas de Navidad. Además también se organizan conciertos festivos a favor de los discapacitados y los veteranos de guerra. A partir del 1 de diciembre todas las calles, tiendas, casas empiezan a mostrar decoraciones con guirnaldas y juguetes.
El 31 de diciembre se prepara la cena familiar donde reinan las ensaladas, carne, caviar, el vodka, champán, muchas frutas, dulces. Esta comida dura hasta las celebraciones de Año Nuevo. Los fieles de la iglesia ortodoxa rusa hacen un ayuno de adviento desde el 28 de noviembre hasta el 6 de enero, día en el cual se mantiene el ayuno durante todo el día y solo tras divisar la primera estrella de la noche podrán disfrutar de una comida (generalmente será un plato típico llamado sochivo, hecho a base de granos de trigo y amapola, nueces y miel). Las pistas de patinaje son comunes en todas partes pero la más grande y especial es la de la Plaza Roja de Moscú.
En este país por su religión ortodoxa celebran la Nochebuena cada 6 de enero, ya que la Navidad según este rito religioso es el 7 de los corrientes.

## Controversias en distintos países
Fuera de occidente, como el mundo islámico o los pocos estados socialistas aún existentes, la controversia va más allá de la simple iconografía religiosa cristiana. En lo que respecta al Islam, algunos movimientos islamistas turcos están en contra de toda la Navidad, incluso la celebración secular, llegando a exigir al gobierno de prohibir la presencia de Papá Noel en toda Turquía; Tayikistán y Somalia prohíben a nivel nacional todo lo relacionado con la Navidad; Arabia Saudita y Brunéi solo permiten la celebración de Navidad a cristianos pero dentro de sus casas; en naciones con conflictos en curso como Irak, Siria, Libia, República Centroafricana, Afganistán o Yemen las organizaciones yihadistas y grupos rebeldes persiguen todo lo relacionado con la Navidad, de estas naciones solamente Irak y Siria, siendo de mayoría musulmana, sus respectivos gobiernos promueven las celebraciones navideñas en público en un intento por lograr la convivencia entre culturas y religiones, aunque oficialmente en Irán todo lo relacionado con la Navidad se encuentra permitido, varios vendedores de adornos navideños afirmaron que se sienten acosados por las autoridades.